# 厚岸町
厚岸町（日语：／ Akkeshi chō */?）位於北海道釧路綜合振興局東南部，境內57％的土地被森林覆蓋，南部面向厚岸灣，沿海有許多漁村；北部為丘陵地帶，以酪農業為主。當地夏季時常有濃霧， 冬季積雪較少。
厚岸湖和別寒邊牛地區以「厚岸湖・別寒邊牛濕原」之名列入《拉姆薩爾條約》的濕地，同時也與厚岸町相鄰的釧路町到濱中町的區域共同被劃入厚岸雾多布昆布森国定公园。
轄區內的大黑島過去曾有人居住，但在二次大戰時成為軍隊的基地，並撤離居民。現在已為無人島，並成為海豹的特別自然保護區，禁止一般人進入。
町名來自阿伊努語的「at-kep-us-i」（有剝榆樹皮的地方）或是「at-kes-to」（榆樹下的湖泊），也有人認為是「atke-tek-us-i」（有很多扇貝的地方）。

## 人口
| 厚岸町人口分布圖 |                                               |  |
| 厚岸町與日本全國年齡別人口分布比較圖 （2005年資料） | 厚岸町的年齡、男女別人口分布圖 （2005年資料） |  |
| ■紫色是厚岸町 ■綠色是全国 | ■藍色是男性 ■紅色是女性                       |  |
| 厚岸町人口變化 \| 1970年 \| 18,114人 \| \| \| 1975年 \| 16,778人 \| \| \| 1980年 \| 15,940人 \| \| \| 1985年 \| 15,417人 \| \| \| 1990年 \| 14,093人 \| \| \| 1995年 \| 13,076人 \| \| \| 2000年 \| 12,307人 \| \| \| 2005年 \| 11,525人 \| \| \| 2010年 \| 10,631人 \| \| \| 2015年 \| 9,778人 \| \| \| 2020年 \| 8,892人 \| \| |                                               |  |
| 資料來源：日本總務省統計中心提供之人口普查數據 |                                               |  |
| 1970年 | 18,114人                                      |  |
| 1975年 | 16,778人                                      |  |
| 1980年 | 15,940人                                      |  |
| 1985年 | 15,417人                                      |  |
| 1990年 | 14,093人                                      |  |
| 1995年 | 13,076人                                      |  |
| 2000年 | 12,307人                                      |  |
| 2005年 | 11,525人                                      |  |
| 2010年 | 10,631人                                      |  |
| 2015年 | 9,778人                                       |  |
| 2020年 | 8,892人                                       |  |

## 產業
釧路町至濱中町一帶因流經千島群島的親潮洋流和屬於鹹淡水湖的厚岸湖而盛產牡蠣等海產。厚岸町現也致力於栽種蘑菇，每年秋天都會舉行「蘑菇節」。上尾幌地區過去曾經有開採煤礦，不過現在已經停止開採。

## 歷史
- 1890年：設立太田屯田兵村。
- 1900年7月1日：厚岸市街、奔渡村、床潭村、末廣村、璃瑠蘭村、真龍村、別寒邊牛村、苫多村合併為厚岸町，並成為一級町。[2]
- 1955年4月1日：太田村廢除，南部區域被併入厚岸町。

## 交通

### 鐵路
- 北海道旅客鐵道
  - 根室本線：上尾幌車站 - 尾幌車站 - 門靜車站 - 厚岸車站 - 糸魚澤車站

### 道路
| 一般國道 - 國道44號 主要地方道 - 北海道道14號厚岸標茶線 - 北海道道123號別海厚岸線 - 北海道道142號根室濱中釧路線 | 道道 - 北海道道221號塘路厚岸線 - 北海道道425號厚岸停車場線 - 北海道道813號上風連大別線 - 北海道道955號床潭筑紫戀線 - 北海道道1128號厚岸昆布森線 |

## 觀光資源
| 觀光 - 愛冠岬 - 厚岸湖 - 國泰寺遺蹟 - 道立厚岸自然公園 - 大黑島 | 文化遺產 - 正行寺本堂（國指定重要文化財） - 蝦夷三官寺国泰寺関係資料（國指定重要文化財）：國泰寺、厚岸町海事記念館收藏 - 國泰寺跡（國指定史跡） - 大黑島海鳥棲息地（國指定天然記念物） - 太田屯田兵屋（北海道指定有形文化財） - 厚岸神岩砦跡及豎穴群（北海道指定史跡） - 厚岸床潭沼的緋鮒生息地（北海道指定天然記念物） |

## 教育
大學
- 北海道大學北方生物圏野外科學中心厚岸臨海研究所

高等學校
- 北海道厚岸翔洋高等學校（日语：北海道厚岸翔洋高等学校）

中學校
- 厚岸町立厚岸中學校
- 厚岸町立太田中學校
- 厚岸町立真龍中學校（日语：厚岸町立真龍中学校）
- 厚岸町立高知小中學校

小學校
- 厚岸町立厚岸小學校
- 厚岸町立太田小學校
- 厚岸町立真龍小學校
- 厚岸町立高知小中學校

## 姊妹、友好都市

### 日本
- 村山市（山形縣）

### 海外
- 克拉伦斯市（澳大利亞 塔斯馬尼亞州）

## 本地出身的名人
- （歌手）
- （前相撲力士、職業摔角手）
- 清晃（相撲力士）